# Un monde formidable
Un monde formidable (素晴らしい世界, Subarashii Sekai) est un manga d'Inio Asano. Il a été prépublié entre 2002 et 2004 dans le magazine Monthly Sunday Gene-X et a été compilé en un total de deux volumes par l'éditeur Shōgakukan. La version française est éditée en intégralité par Kana.

## Synopsis
Un monde formidable est un manga situé dans la société japonaise contemporaine. Par le biais d'histoires courtes, la difficulté de la vie quotidienne, et en particulier le mal-être de la jeunesse citadine sont abordés.

## Liste des volumes
| no | Japonais       | Japonais      | Français        | Français          |
| no | Date de sortie | ISBN          | Date de sortie  | ISBN              |
| --- | -------------- | ------------- | --------------- | ----------------- |
| 1 | 19 mai 2003    | 4-09-157211-1 | 6 octobre 2006  | 978-2-5050-0009-9 |
| Liste des chapitres : 1er programme - Comme un dératé 2e programme - Un quartier tout en pente 3e programme - Monsieur l'ours de la forêt 4e programme - Wandervogel 5e programme - Étoile blanche, étoile noire 6e programme - Sunday people 7e programme - Mini grammer 8e programme - Sans nom 9e programme - Sirop                                                       |                |               |                 |                   |
| 2 | 19 mai 2004    | 4-09-157212-X | 8 décembre 2006 | 978-2-5050-0010-5 |
| Liste des chapitres : 10e programme - Bird week 11e programme - Après la pluie, le beau temps 12e programme - Château de sable 13e programme - Fais de beaux rêves 14e programme - Lune et naruto 15e programme - Whiskey bonbon 16e programme - Ce monde formidable 17e programme - Ciel bleu 18e programme - Vent de printemps Dernier programme - La saison des cerisiers |                |               |                 |                   |

### Autres éditions
- VIZ Media : What a wonderful world![2]